# 馬利尼夫卡 (布魯西利夫市鎮)
50°13′3″N 29°31′11″E / 50.21750°N 29.51972°E
马利尼夫卡（烏克蘭語：Малинівка），是烏克蘭北部日托米爾州日托米爾區布鲁西利夫市镇的村落。始建於1850年，面積3.75平方公里，海拔高度200米，2001年人口31，人口密度每平方公里8.27人。